# Liste des châteaux en Centre-Val de Loire
| Symbole          | Signification       |
| ---------------- | ------------------- |
| Ruine ou disparu | Ruine               |
| Château fort     | Château fort        |
| Renaissance      | Château Renaissance |
| Palais           | Palais              |
| Domaine viticole | Domaine viticole    |

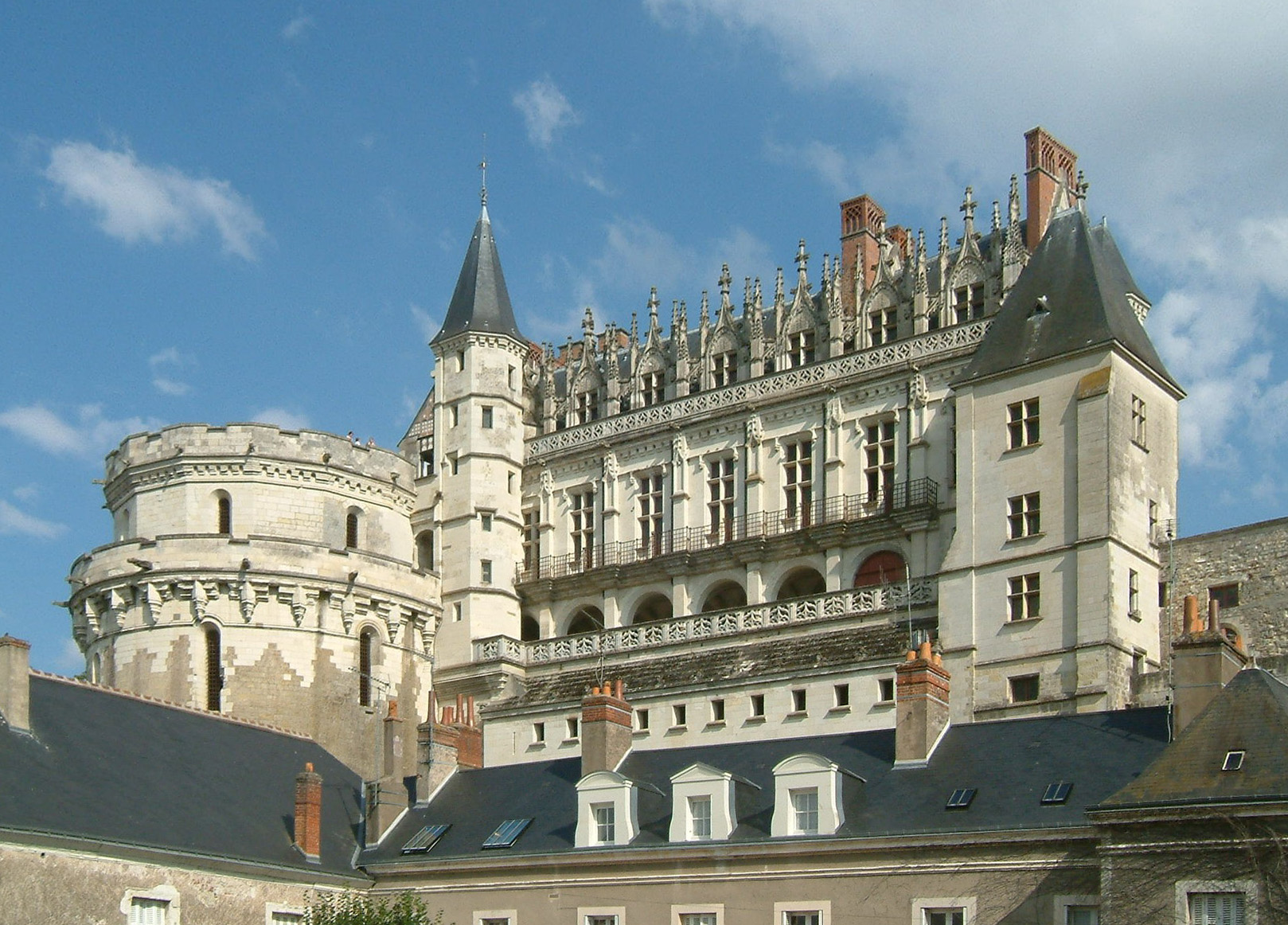
Château d'Amboise

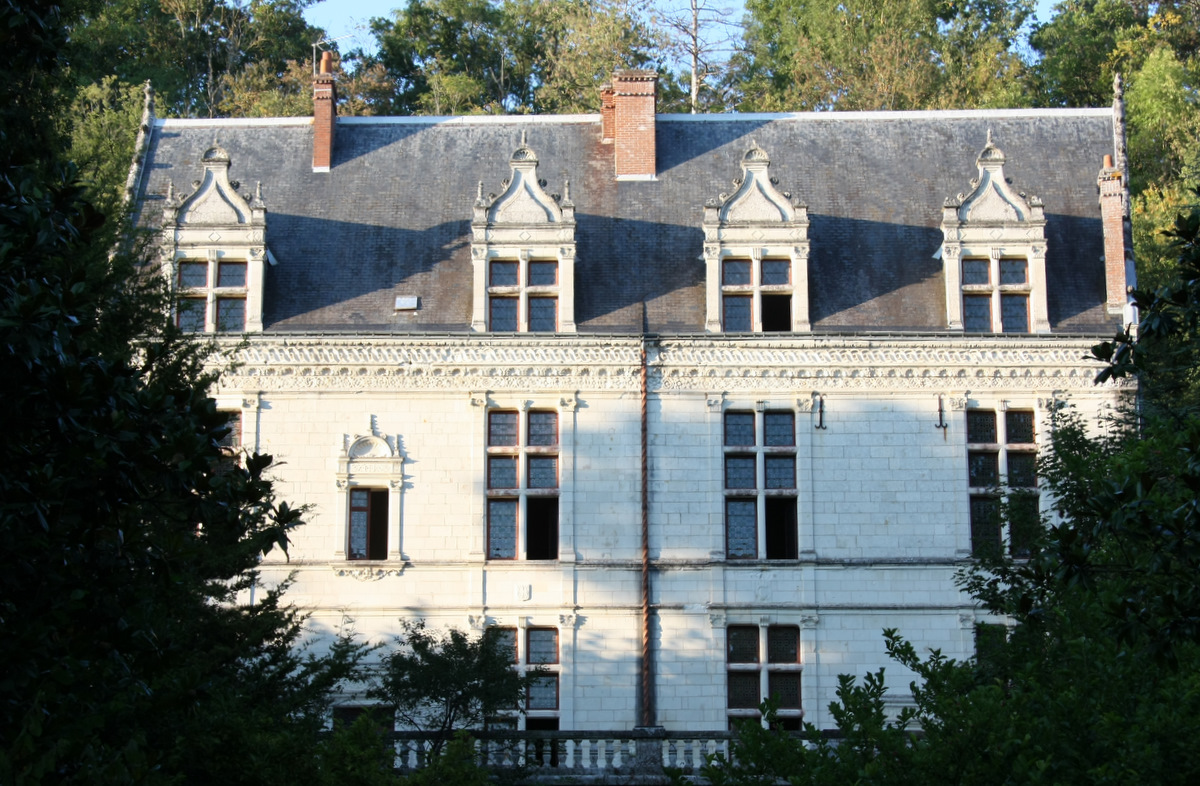
Château-Gaillard à Amboise

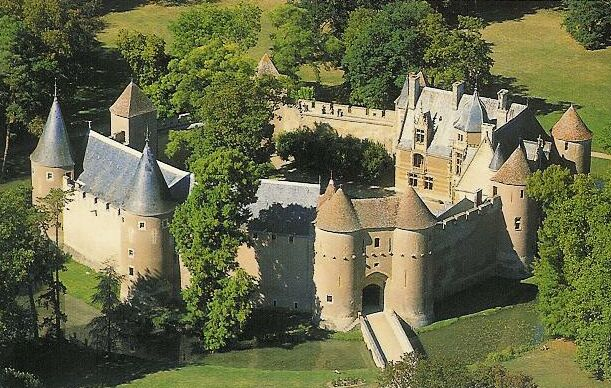
Château d'Ainay-le-Vieil

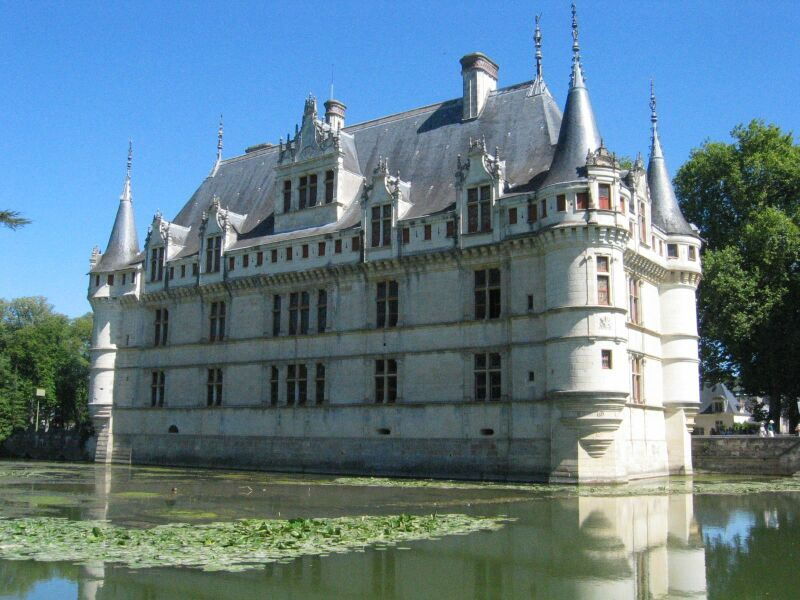
Château d'Azay-le-Rideau

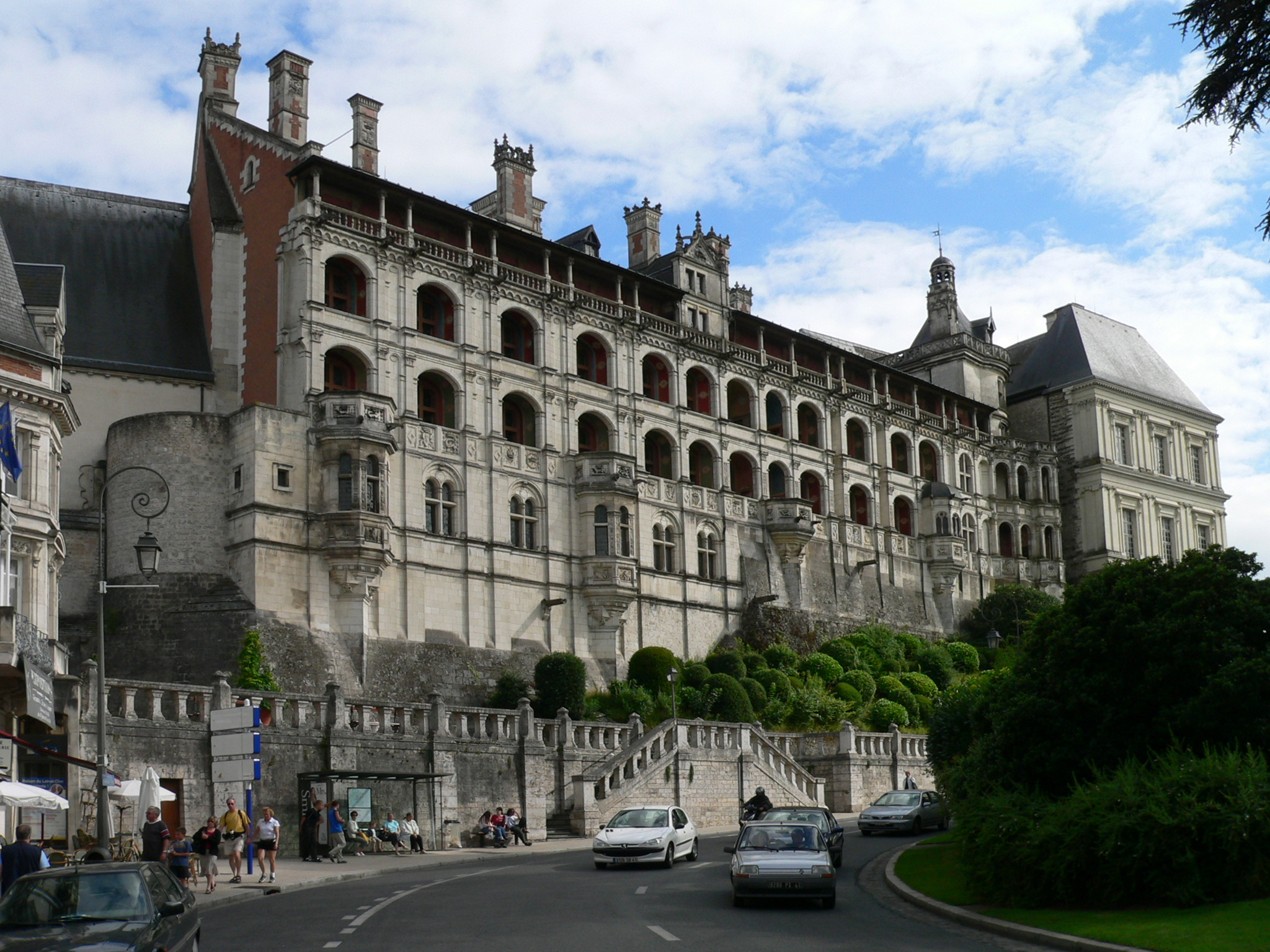
Château de Blois

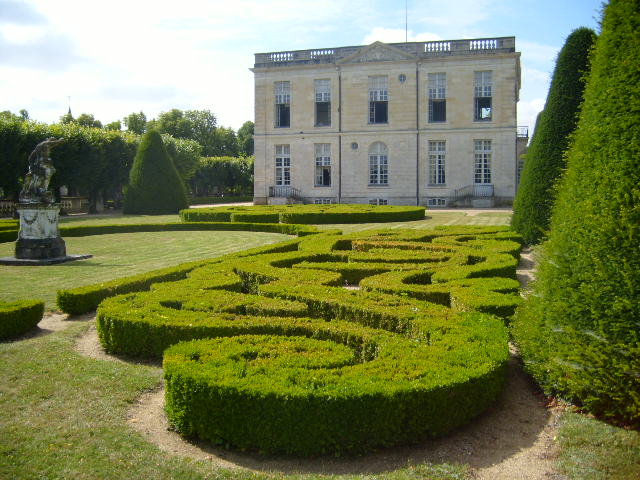
Château de Bouges

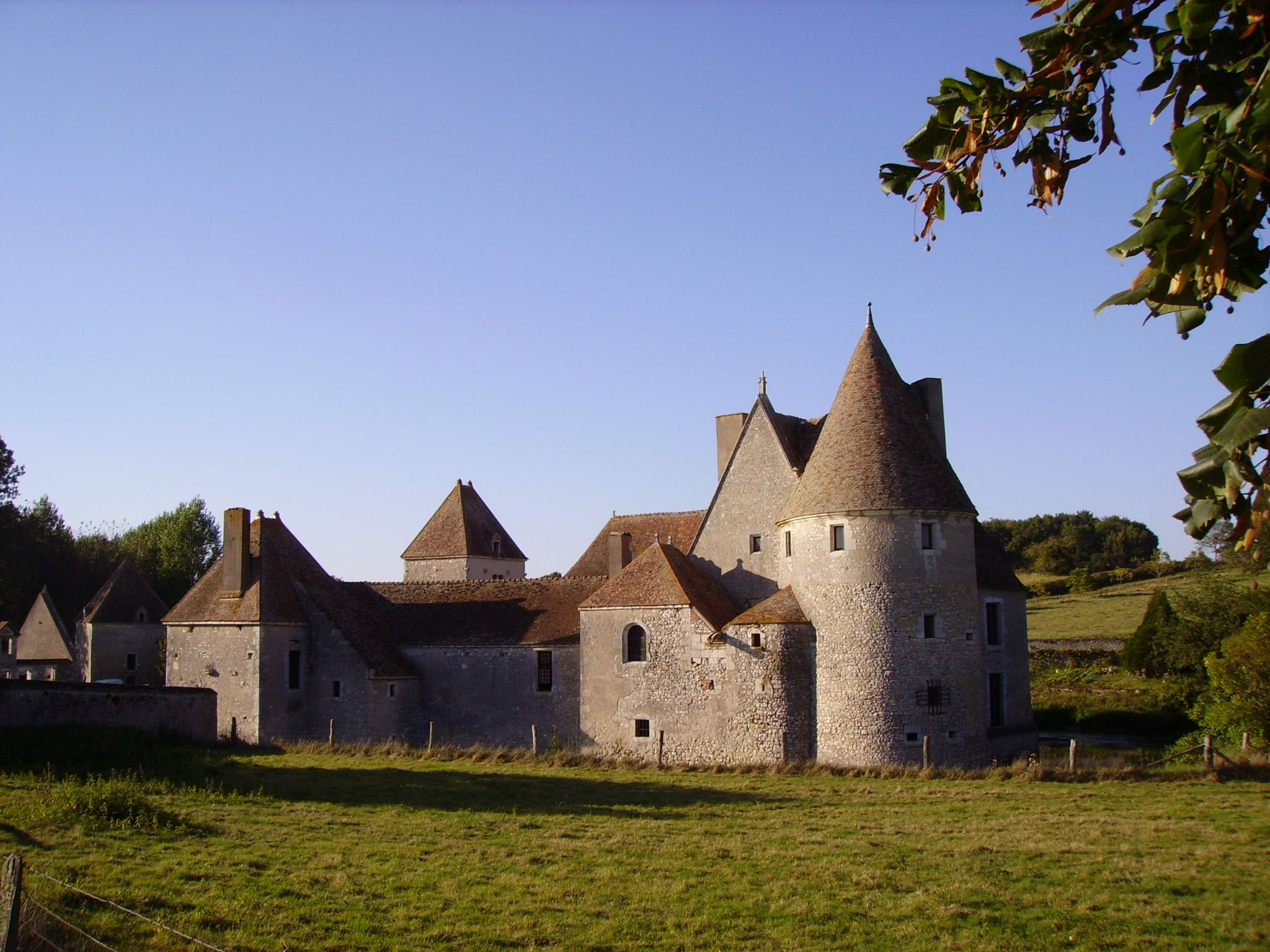
Château de Buranlure

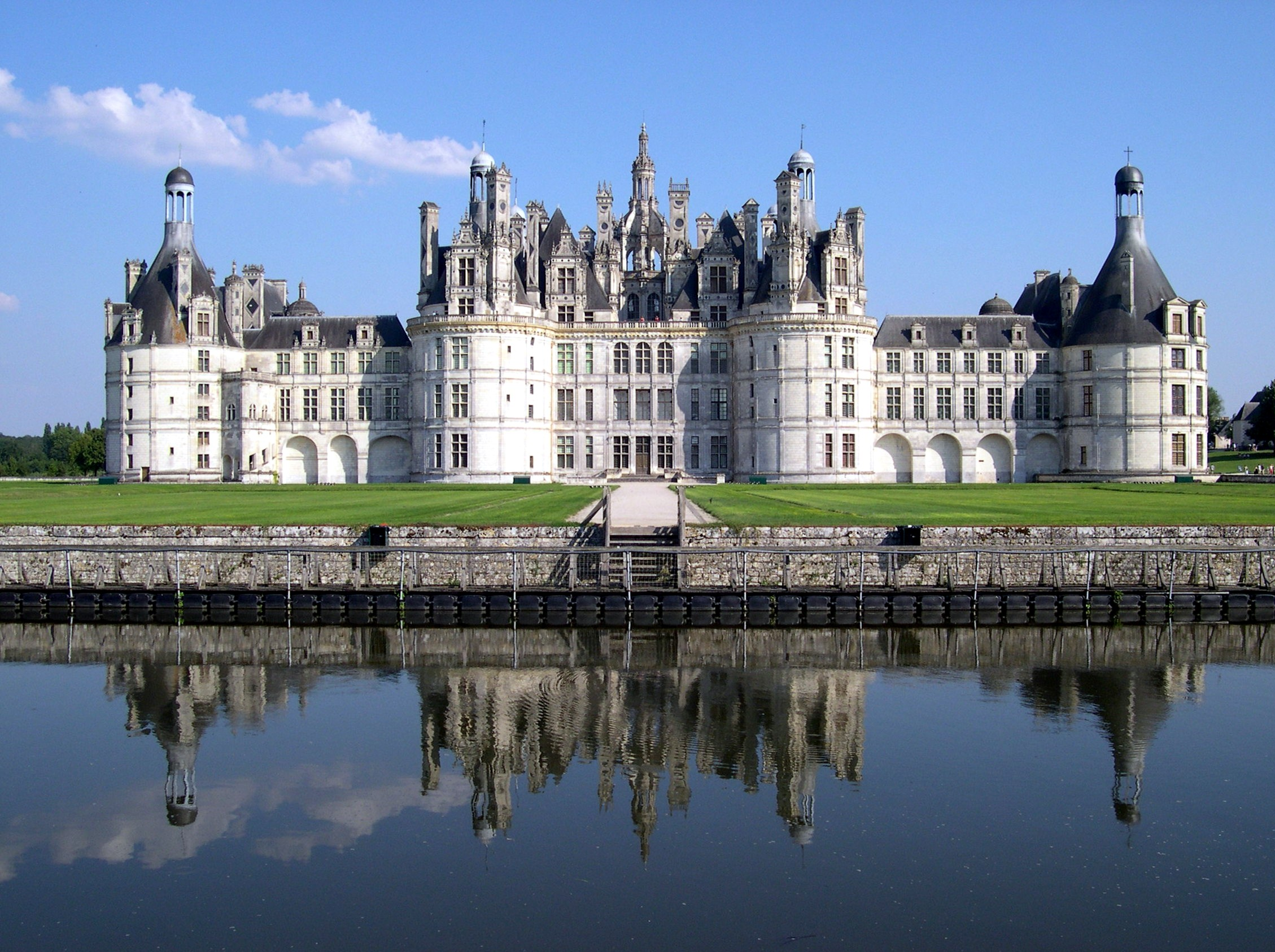
Château de Chambord

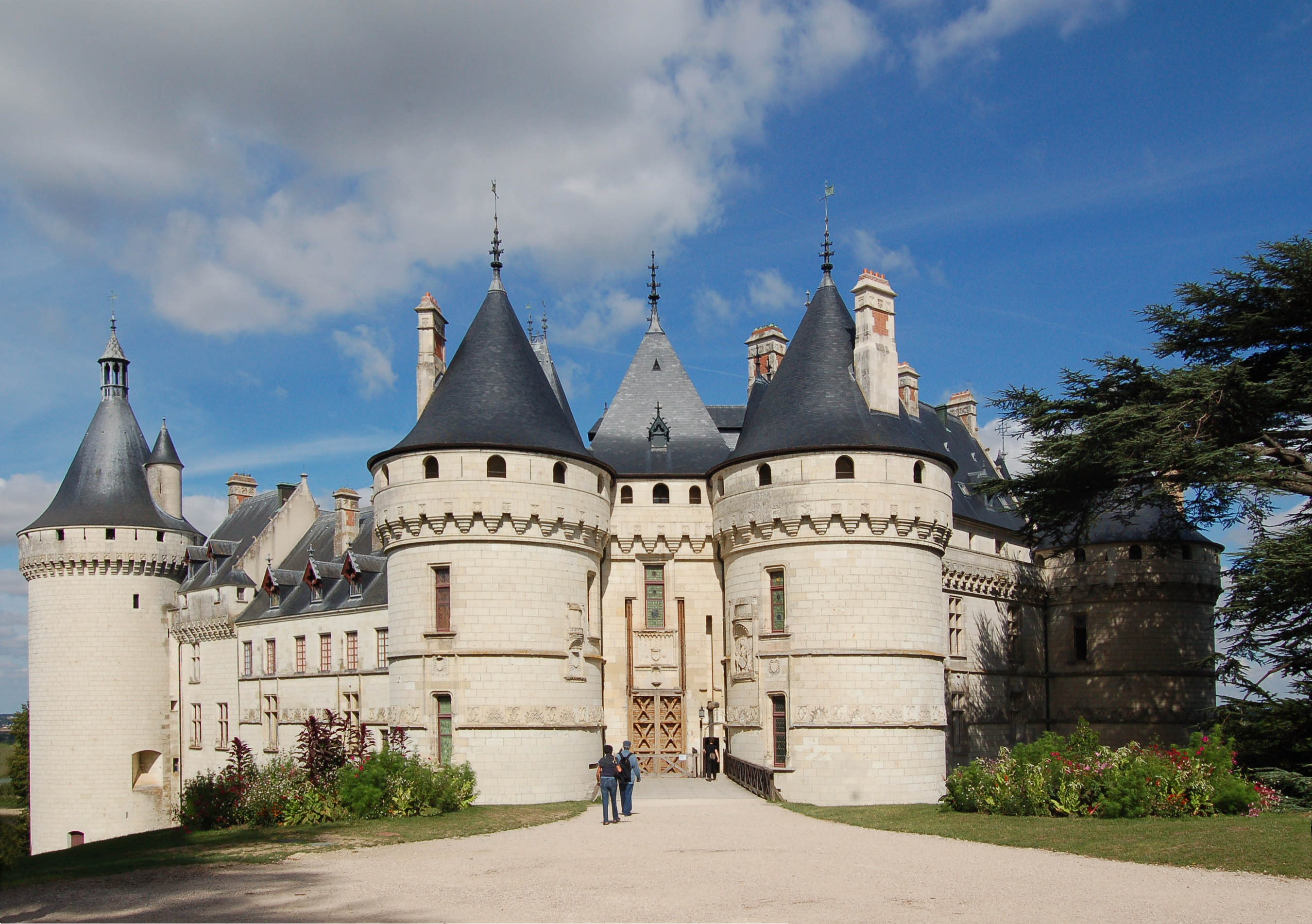
Château de Chaumont-sur-Loire

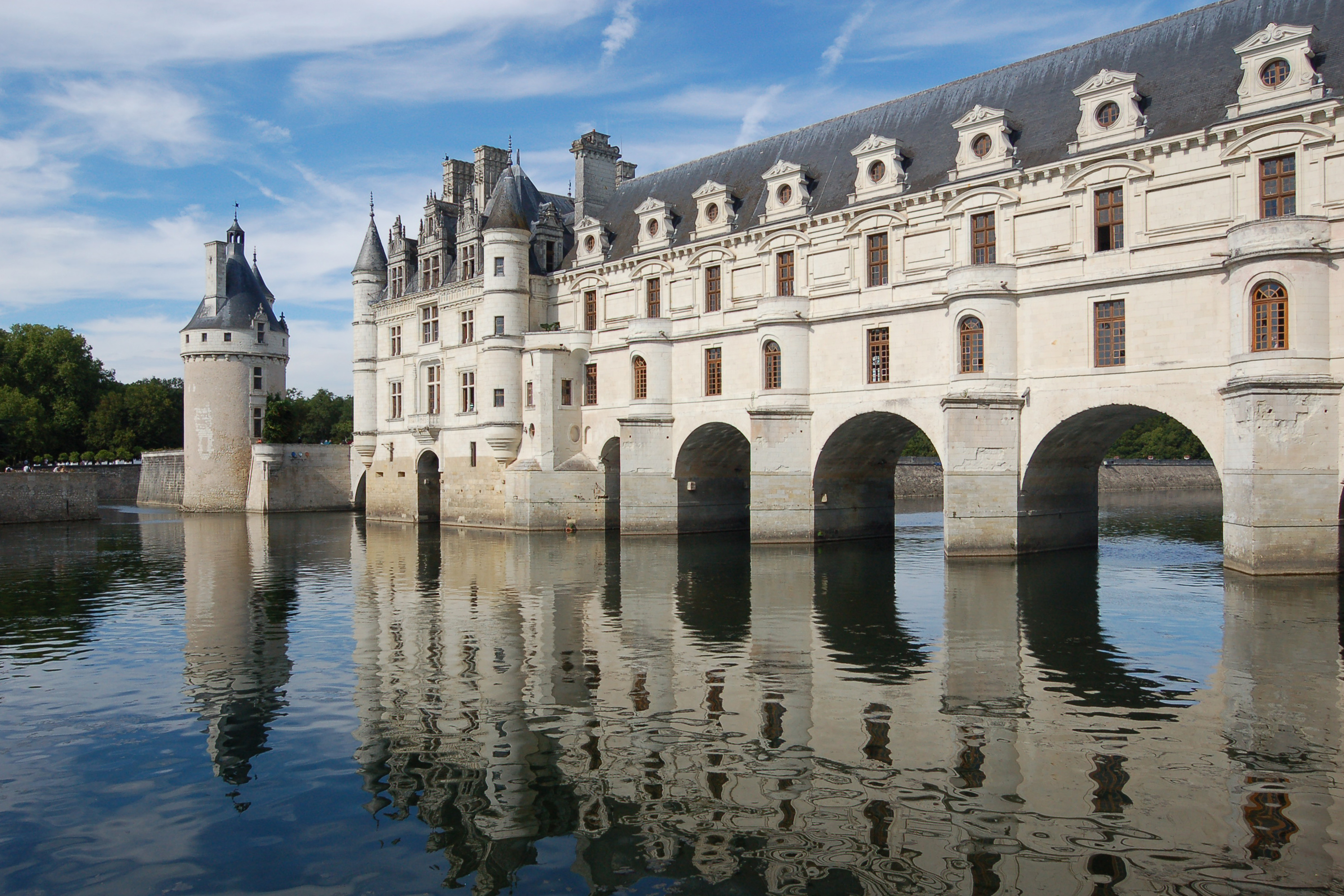
Château de Chenonceau

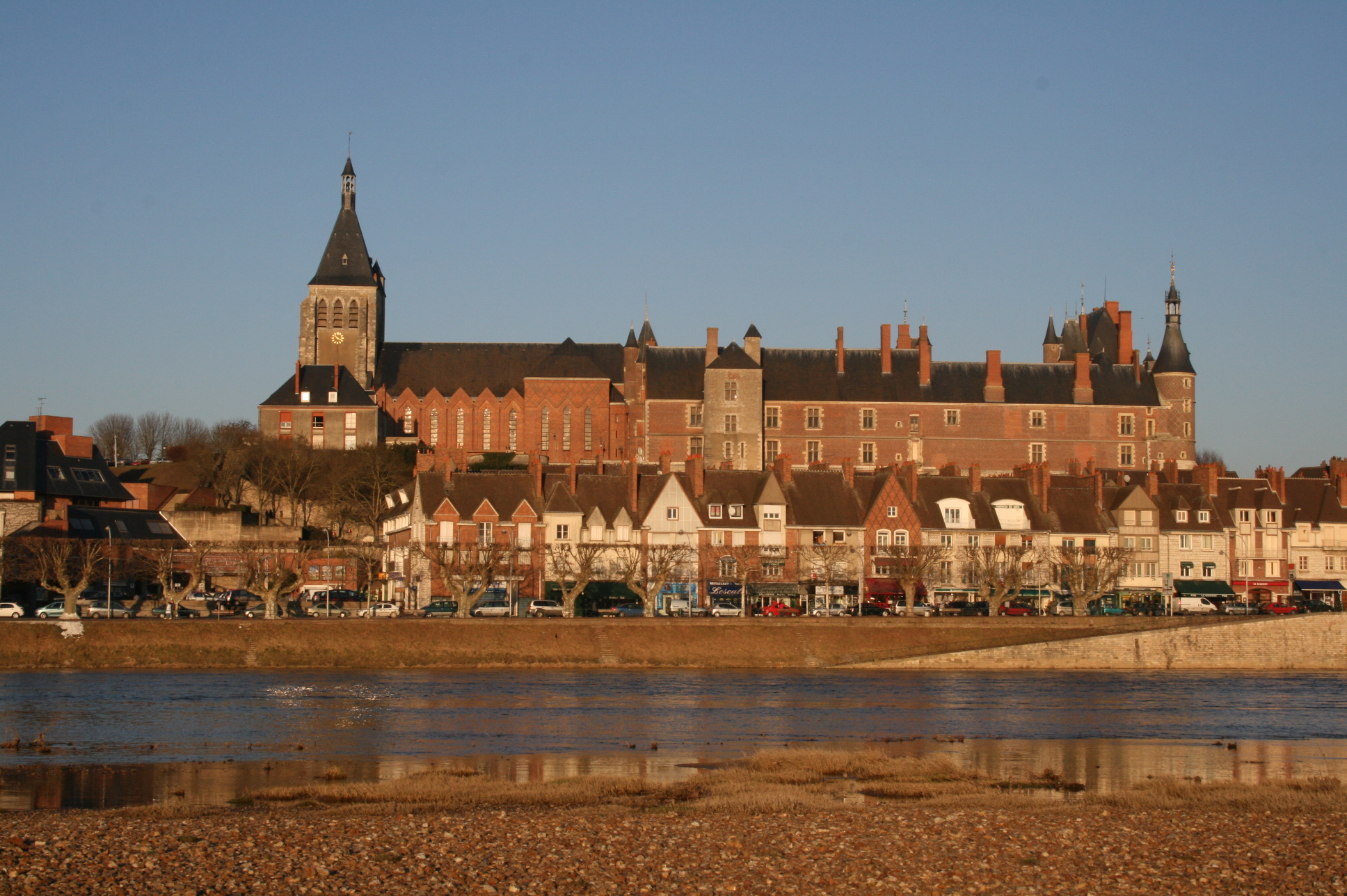
Château de Gien

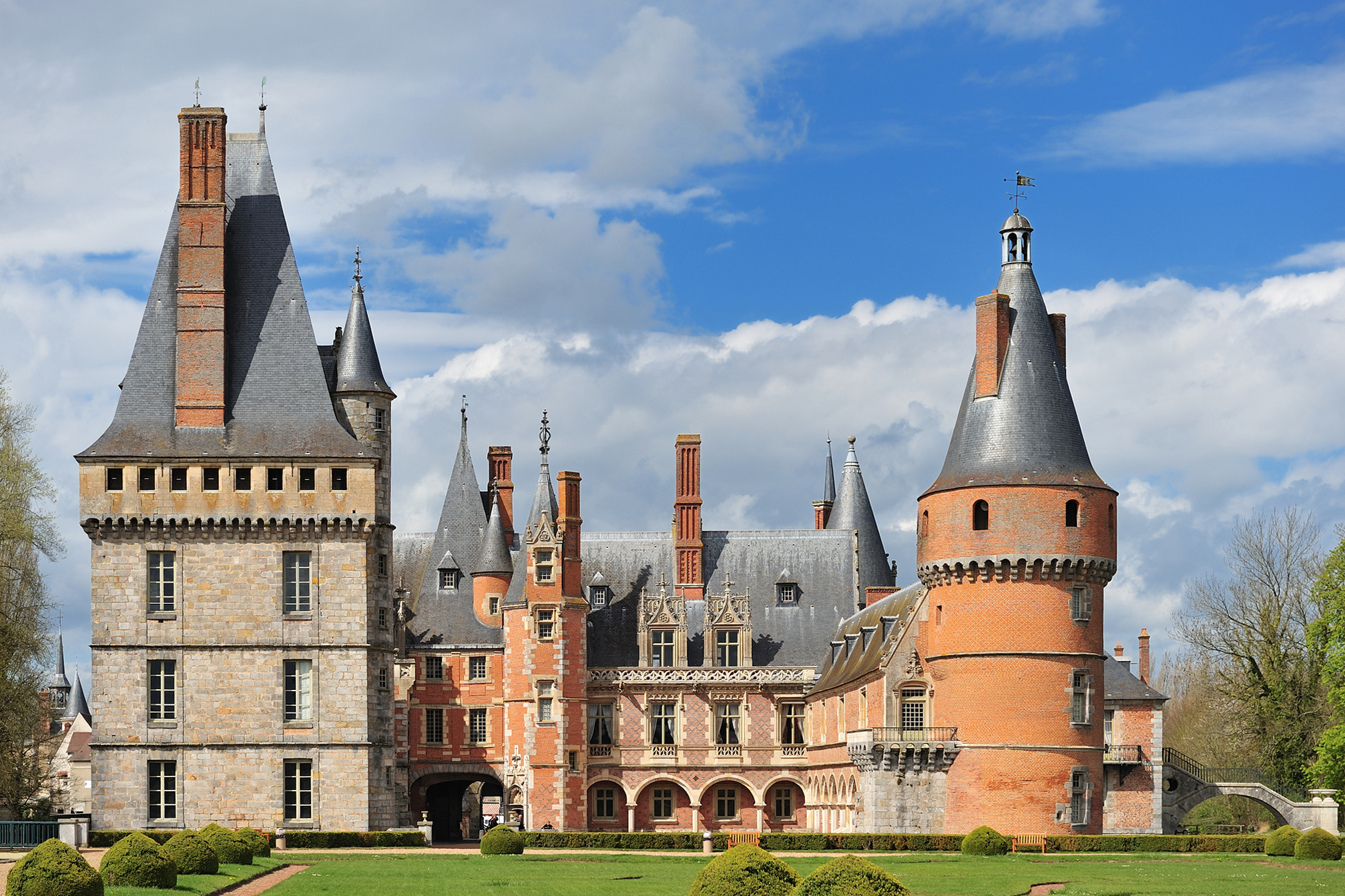
Château de Maintenon

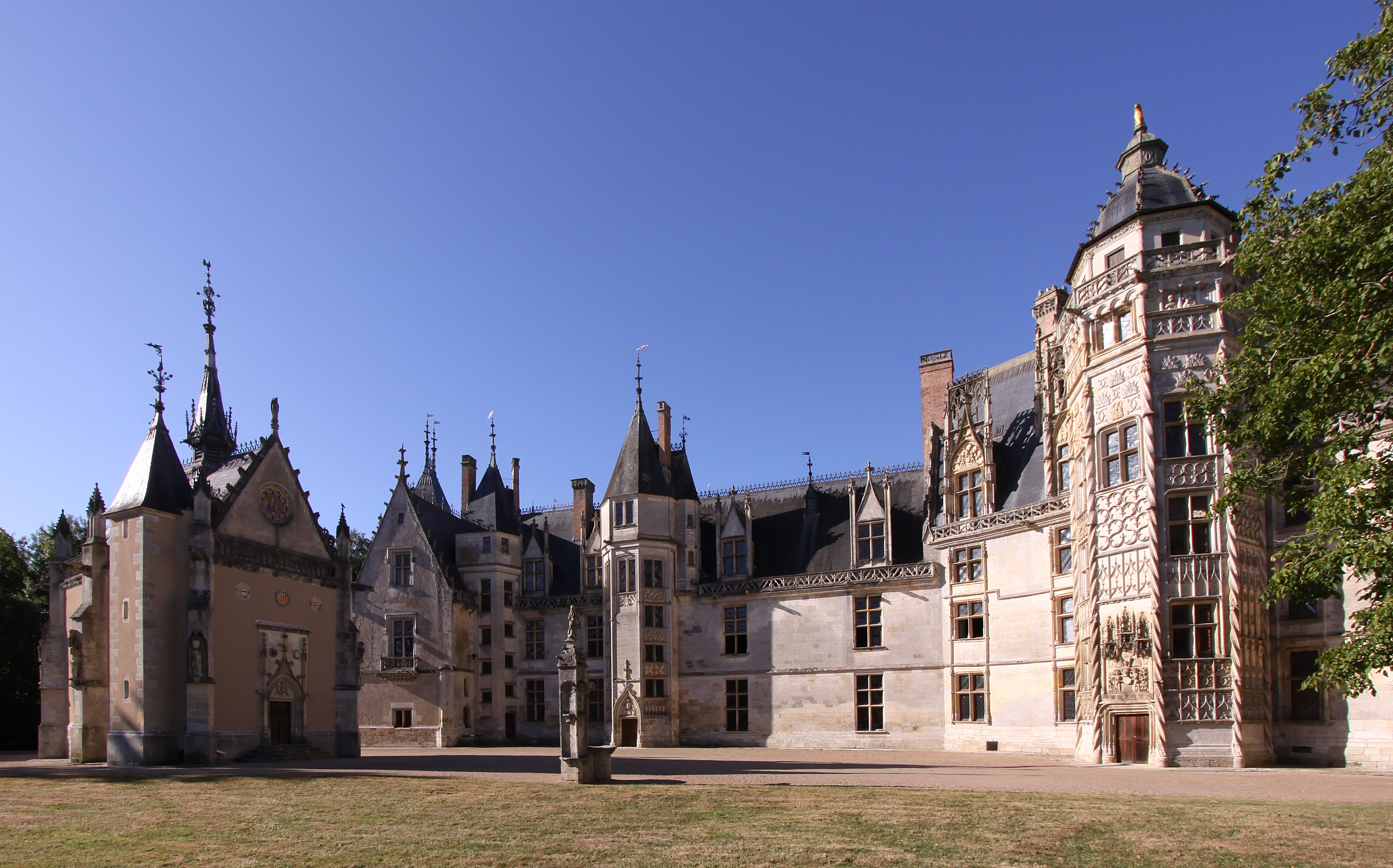
Château de Meillant

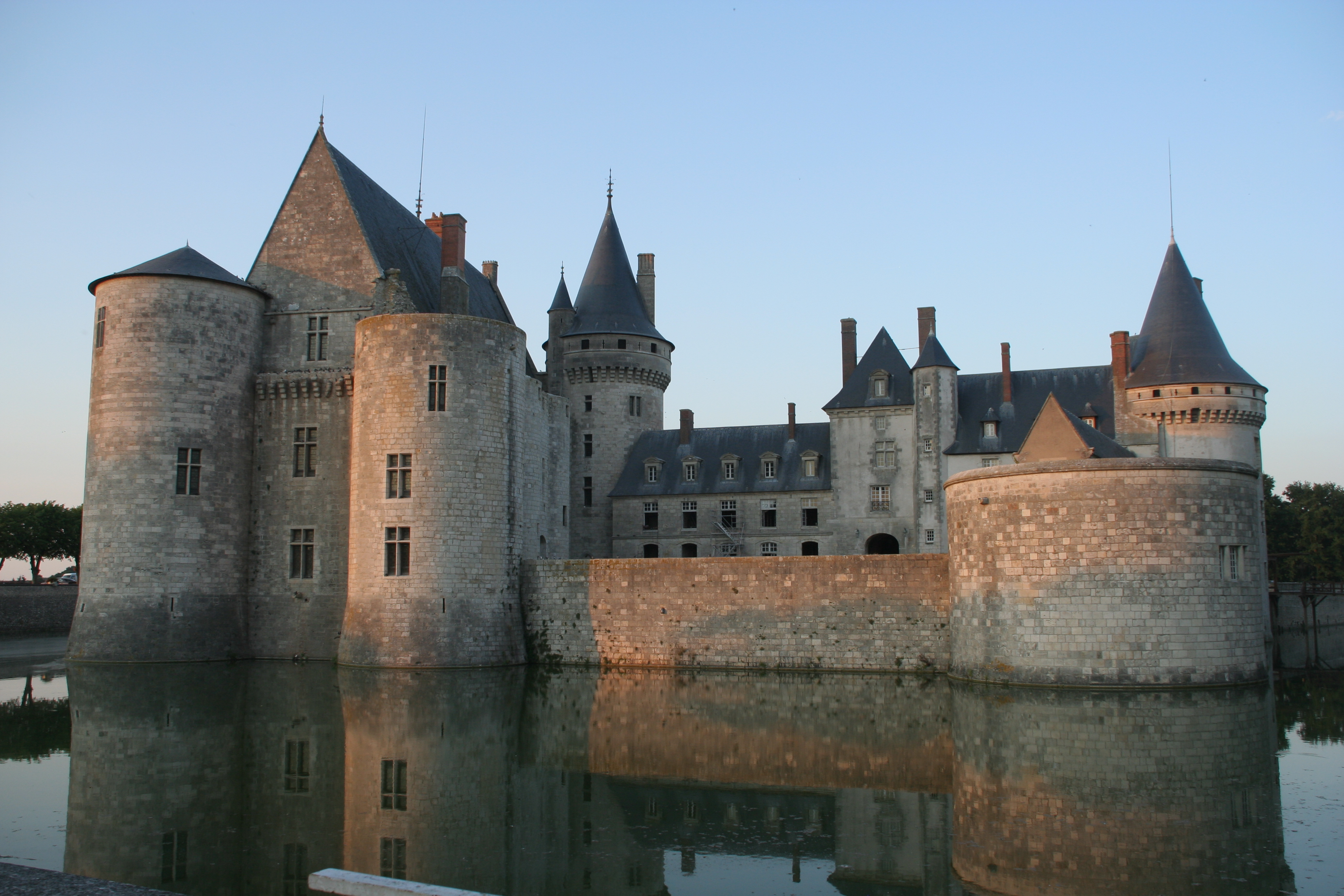
Château de Sully-sur-Loire

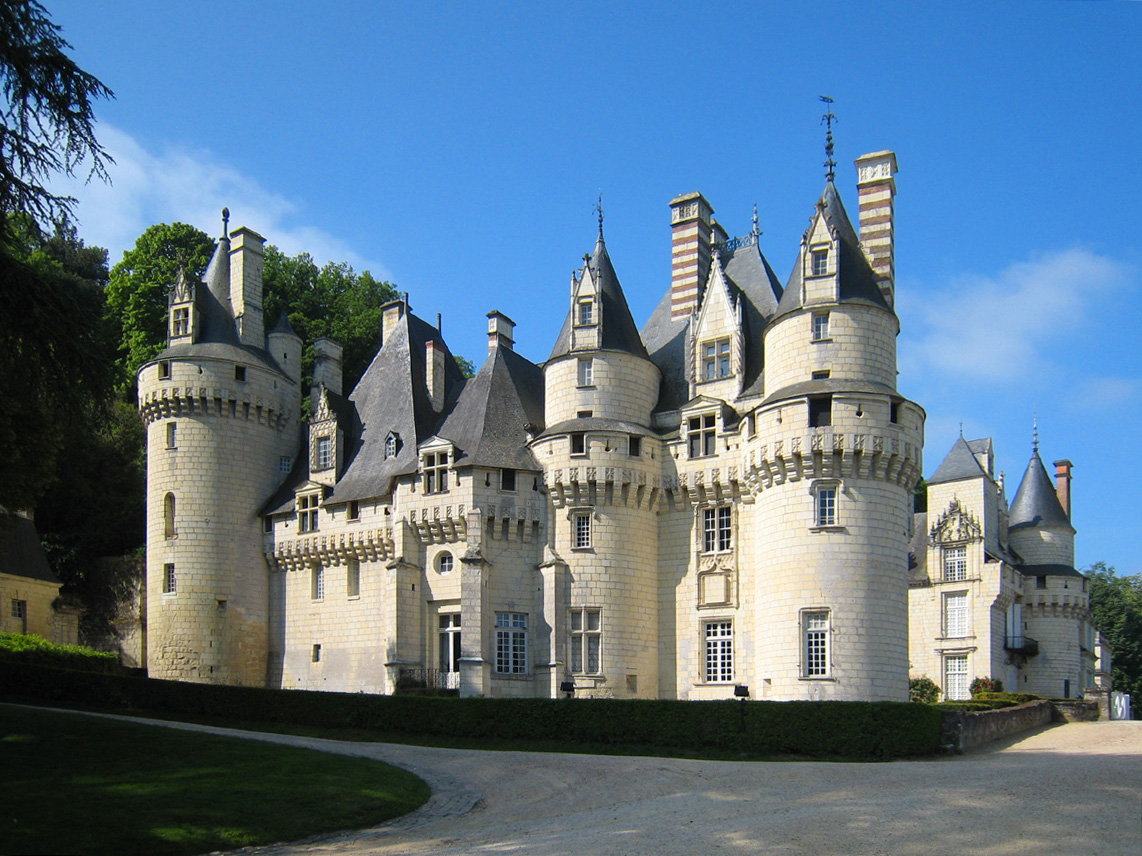
Château d'Ussé

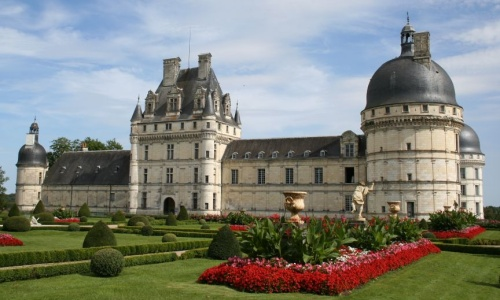
Château de Valençay

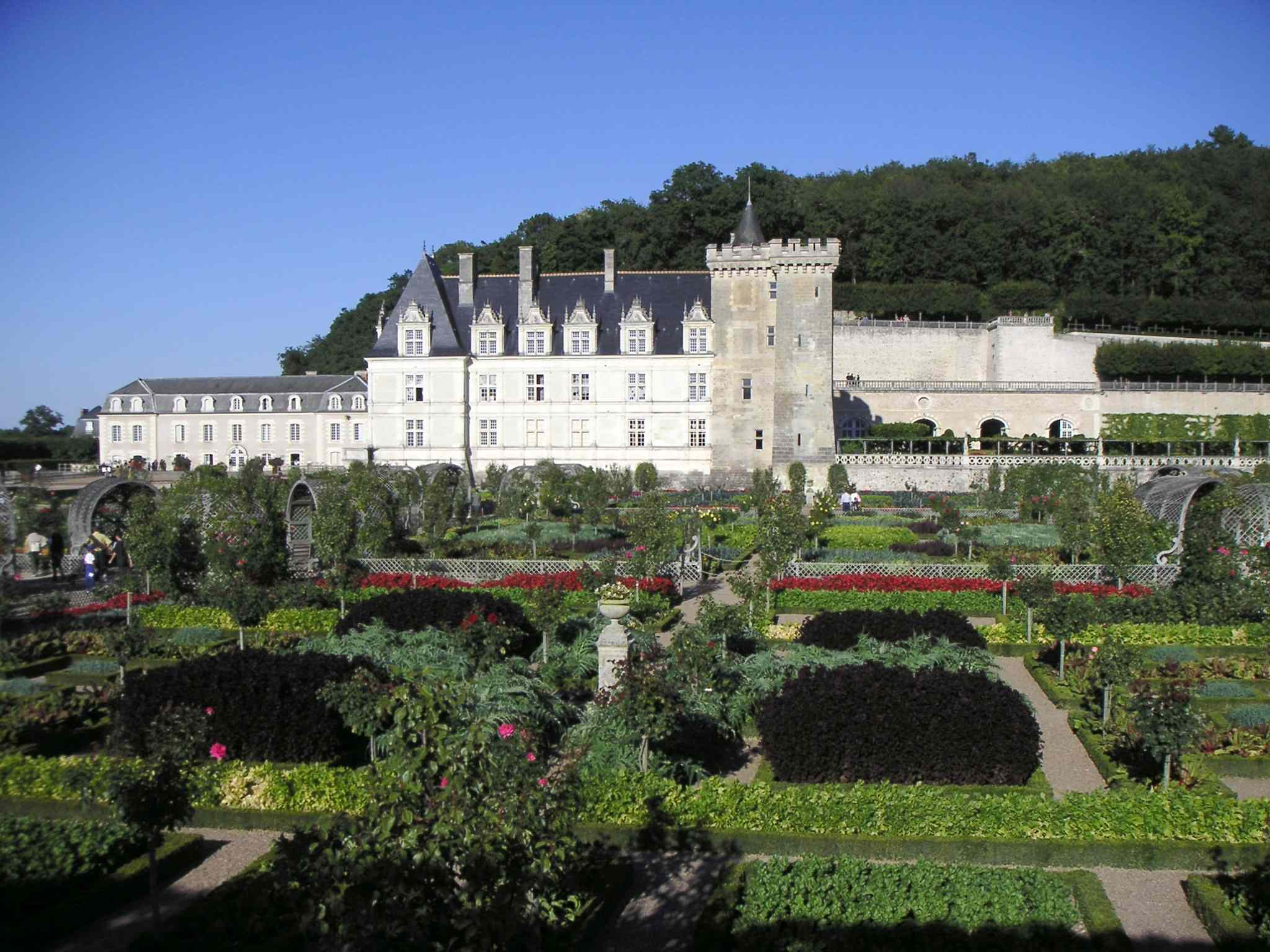
Château de Villandry

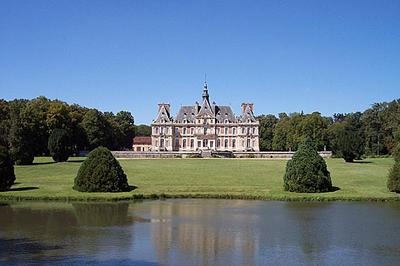
Château de Baronville

Cette page présente la liste des châteaux de la région française du Centre-Val de Loire. Les édifices sont classés par département.

## Cher 18
| - Château d'Ainay-le-Vieil, à Ainay-le-Vieil - Château d'Apremont, à Apremont-sur-Allier - Château de Bannegon, à Bannegon - Château de Béthune, à La Chapelle-d'Angillon - Château de Beaujeu, à Sens-Beaujeu - Château de La Beuvrière, à Saint-Hilaire-de-Court - Château de Blancafort, à Blancafort - Château de Blet, à Blet - Château de Blosset, à Vignoux-sur-Barangeon - Château de Bois-Sire-Amé, à Vorly - Château de Bois-Bouzon, à Farges-en-Septaine - Château de Bonnais, à Coust - Château de Boucard, au Noyer - Château de Bruère-Allichamps, à Bruère-Allichamps - Château de Buranlure, à Boulleret - Château de Châteauneuf-sur-Cher, à Châteauneuf-sur-Cher - Château de la Commanderie, à Farges-Allichamps - Château de Coulon, à Graçay - Château du Creuzet, à Coust - Château de Culan, à Culan - Château de la Forêt, à Thaumiers - Château du Grand-Besse, à Saint-Maur - Château de Grand Chavanon à Neuvy-sur-Barangeon - Château de la Grand'Cour, à Mornay-Berry - Château de l'Hospital-du-Fresne, à Blancafort - Château de l'Isle-sur-Arnon, à Touchay - Palais Jacques-Cœur, à Bourges - Donjon de Jouy, à Sancoins - Château de Jussy, à Jussy-Champagne | - Château de Lignières, à Lignières - Château de la Maisonfort, à Genouilly - Château de Maubranche, à Moulins-sur-Yèvre - Château de Maupas, à Morogues - Château de Mehun-sur-Yèvre, à Mehun-sur-Yèvre - Château de Meillant, à Meillant - Château de Menetou-Salon, à Menetou-Salon - Château de Montalivet-Lagrange, à Saint-Bouize - Château de Montrond, à Saint-Amand-Montrond - Château de Nançay, à Nançay - Château de Neuvy-Deux-Clochers, à Neuvy-Deux-Clochers - Château de Pesselières, à Jalognes - Château du Pézéau, à Boulleret - Château du Plaix, Saint-Hilaire-en-Lignières - Château du Préau, à Nohant-en-Goût - Château de Quincy, à Quincy - Château de Sagonne, à Sagonne - Château de Saint-Florent-sur-Cher, à Saint-Florent-sur-Cher - Château du Coulombier de la Salle, à Colombiers - Château de Sancerre, à Sancerre - Château des Stuarts, à Aubigny-sur-Nère - Château de Terlan, à Dun-sur-Auron - Château de la Verrerie, à Oizon - Château de Villemenard, à Saint-Germain-du-Puy - Château de Villiers, à Chassy - Château de Vouzay, à Saint-Doulchard - Château de Vouzeron, à Vouzeron - Château d'Yssertieux, à Chalivoy-Milon |

## Eure-et-Loir 28
| - Château de la Robertière, forêt de Dreux à Abondant - Château d'Anet, à Anet - Château d'Arnouville, à Gommerville - Château de Baronville, à Auneau - Château du Boullay-Thierry, à Le Boullay-Thierry - Château de Charbonnières, à Charbonnières - Château de Châteaudun, à Châteaudun - Château de Courtalain, à Courtalain - Château de Dreux, à Dreux - Château d'Esclimont, à Saint-Symphorien-le-Château - Château de La Ferté-Vidame, à La Ferté-Vidame - Château de Frazé, à Frazé - Château du Hallier, à La Ferté-Vidame - Château de Herces, à Berchères-sur-Vesgre - Château du Jonchet à Romilly-sur-Aigre - Château des Laval à Sours | - Château de Maintenon, à Maintenon - Château de Maillebois à Maillebois - Château de Memillon, à Saint-Maur-sur-le-Loir - Château de Montboissier, à Montboissier (détruit) - Château de Montigny le Gannelon, à Montigny-le-Gannelon - Château de Moresville, à Flacey - Château de Nogent-le-Rotrou, à Nogent-le-Rotrou - Château du Puiset, au Puiset - Château de Roussainville, à Illiers-Combray - Château de Sorel, à Sorel-Moussel - Château de Spoir, à Mignières - Château des Vaux, à Pontgouin - Château de Villebon, à Villebon - Château de Villemesle, à Boisgasson |

## Indre 36
| - Château d'Argy, à Argy - Château d'Ars, à Lourouer Saint-Laurent - Château d'Azay-le-Ferron, à Azay-le-Ferron - Château du Boisrenault, à Buzançais - Château de Bouchet-en-Brenne, à Rosnay - Château de Bouges, à Bouges-le-Château - Château de Brosse, à Chaillac - Château de Chabenet, à Le Pont-Chrétien-Chabenet - Château de Clavières à Ardentes - Château de Cluis-Dessous, à Cluis - Château de Cluis-Dessus, manoir-mairie de Cluis - Château de la Ferté, à Reuilly - Château de Forges, à Concremiers - Château de Frapesle, à Issoudun - Château d'Ingrandes, à Ingrandes | - Château d'Issoudun, à Issoudun - Château de Levroux, à Levroux - Château-Guillaume, à Lignac - Château du Magnet, à Mers-sur-Indre - Château du Mée, à Pellevoisin - Château du Mont, à Sazeray - Château de Palluau, à Palluau-sur-Indre - Château Poséidon à Varennes-sur-Fouzon - Le Château de la Prune au Pot, à Ceaulmont - Château de Puybardeau, à Lignerolles - Château Raoul, à Châteauroux - Château de Romefort à Ciron - Château de Saint-Chartier, à Saint-Chartier - Château de Sarzay, à Sarzay - Château de la Tour-Rivarennes, à Rivarennes - Château de Valençay, à Valençay |

## Indre-et-Loire 37
| - Château d'Amboise, à Amboise - Château d'Artigny, à Montbazon - Château d'Azay-le-Rideau, à Azay-le-Rideau - Château de la Bourdaisière, à Montlouis-sur-Loire - Château de Candé, à Monts - Château de La Celle-Guenand, à La Celle-Guenand - Château de Champchevrier, à Cléré-les-Pins - Château de Chanteloup, à Amboise - Château du Châtelier, à Paulmy - Château de Chenonceau, à Chenonceaux - Château de Chinon, à Chinon - Château de Cinq-Mars la Pile, à Cinq-Mars-la-Pile - Manoir du Clos-Lucé, à Amboise - Manoir de La Côte, à Reugny - Château-Gaillard, à Amboise - Château de Gizeux, à Gizeux - Château du Grand-Pressigny, au Grand-Pressigny - Château de la Guerche, à La Guerche - Château d'Hodebert, à Saint-Paterne-Racan - Château de Jallanges, à Vouvray - Château de Langeais, à Langeais | - Château de Loches, à Loches - Château de Luynes, à Luynes - Château de Marcilly-sur-Maulne, à Marcilly-sur-Maulne - Manoir de Monfort, à Chançay - Château de Montpoupon, à Céré-la-Ronde - Château de Montrésor, à Montrésor - Château de la Motte-Sonzay, à Sonzay - Château de Nitray, à Athée-sur-Cher - Château de Paulmy, à Paulmy - Château de Plessis-lez-Tours, à La Riche - Château des Réaux, à Chouzé-sur-Loire - Château de Reignac, à Reignac-sur-Indre - Château de Richelieu, à Richelieu - Château d'Ussé, à Rigny-Ussé - Château du Rivau, à Lémeré - Château de Rochecotte, à Saint-Patrice - Château de Saché, à Saché - Château des Sept Tours, à Courcelles-de-Touraine - Château de Tours, à Tours - Château Les Vallées, à Tournon-Saint-Pierre - Château de Valmer, à Chançay - Château de Vaujours, à Château-la-Vallière - Château de Villandry, à Villandry |

## Loir-et-Cher 41
| - Château de Beauregard, à Cellettes - Château de Blois, à Blois - Château du Breuil, à Cheverny - Château de Chambord, à Chambord - Château de Chaslay, à Montoire-sur-le-Loir - Château de Chaumont-sur-Loire, à Chaumont-sur-Loire - Château de Cheverny, à Cheverny - Château de Chissay, à Chissay-en-Touraine - Château de Droué, à Droué - Château de Fougères-sur-Bièvre, à Fougères-sur-Bièvre - Château du Fresne, à Authon - Château de Fréteval, à Fréteval - Château du Gué-Péan, à Monthou-sur-Cher - Château d'Herbilly, à Mer | - Château de La-Ferté, à La Ferté-Imbault - Château de Lavardin, à Lavardin - Château de Matval, à Bonneveau - Château de Menars, à Menars - Château de Montoire, à Montoire-sur-le-Loir - Château de Montrichard, à Montrichard - Château du Moulin, à Lassay-sur-Croisne - Château du Plessis-Fortia, à Huisseau-en-Beauce - Château de la Possonnière, à Couture-sur-Loir, (dit château de Ronsard) - Château de Saint-Denis-sur-Loire, à Saint-Denis-sur-Loire - Château de Selles-sur-Cher, à Selles-sur-Cher - Château de Talcy, à Talcy - Château de Troussay, à Cheverny - Château de Vendôme, à Vendôme - Château de Villesavin, à Tour-en-Sologne - Château d'ortie, à Salbris - Château de Rivaulde, à Salbris |